# Reserva natural de Pasvik
La reserva natural de Pasvik (en noruego: Pasvik naturreservat; en ruso: Пасвик, Pasvik zapovednik) es una reserva natural bilateral ubicada en el valle de Pasvikdalen en Noruega y Rusia. La reserva natural se estableció en 1992 (Rusia) y 1993 (Noruega) y cubre un área de 166,4 kilómetros cuadrados. La parte noruega, en el municipio de Sør-Varanger, cubre 19.1 kilómetros cuadrados, mientras que la parte rusa, en el distrito de Pechengsky, óblast de Múrmansk, cubre 147.3 kilómetros cuadrados. La reserva natural incluye partes no explotadas del río Pasvikelva y tiene una rica avifauna
Junto con el parque nacional Øvre Pasvik y el Área de Protección del Paisaje Øvre Pasvik en Noruega y el Área Silvestre Vätsäri en Finlandia, la Reserva Natural Pasvik forma parte del Parque Trilateral Pasvik-Inari.

## Geografía

Mapa que muestra la parte noruega de la reserva natural, junto con el parque nacional Øvre Pasvik y el Área de Protección del Paisaje Øvre Pasvik

La Reserva Natural de Pasvik consta de dos áreas protegidas legalmente separadas pero geográficamente adyacentes, con un área combinada de 166.4 kilómetros cuadrados. Situado en el valle de Pasvikdalen, protege el río Pasvikelva y sus alrededores, a caballo en la frontera entre Noruega y Rusia, con 31,4 kilómetros cuadrados de su superficie formada por agua. La parte noruega está completamente ubicada dentro de Sør-Varanger. Se extiende 12 kilómetros, desde Jordanfoss en el norte hasta Hestefoss, y tiene hasta 5 kilómetros de ancho, cubriendo un área de 19.1 kilómetros cuadrados, de los cuales 4.5 kilómetros cuadrados son de agua. La parte de Rusia, ubicada dentro del distrito de Peschengsky, tiene 40 kilómetros de largo y va desde Svanevatn en el norte hasta Hestfoss. La reserva natural cubre el área de este tramo que se encuentra dentro de la Zona de Seguridad Fronteriza. Desde la frontera nacional hasta la valla fronteriza cerca de la carretera. La reserva rusa tiene un área de 147,3 kilómetros cuadrados, de los cuales 26,9 kilómetros cuadrados son de agua.
Las reservas naturales se centran en el embalse de Fjærvann, una de las pocas zonas del Pasvikelva que permanece intacta en gran parte como lo hizo antes de la construcción de las siete centrales hidroeléctricas a lo largo del río. El lago y las zonas pantanosas circundantes se encuentran entre las áreas nórdicas más ricas para aves zancudas, patos, gansos y cisnes. Fjærvann sigue siendo la zona más importante a lo largo del río, en parte porque es una de las primeras partes de la cuenca que no tiene hielo. En el lado ruso, la reserva también incluye un área comparativamente grande de bosque de pinos que no está directamente relacionada con Fjærvann, mientras que el lado noruego solo incluye el embalse y su entorno inmediato.
La geología del área se formó en la transición del Eón Mesoarqueano y Neoarqueño, hace 2.800 millones de años. Contiene áreas que son ricas en minerales, lo que ha dado lugar a una mina de mineral de hierro en Bjørnevatn y una mina de níquel en Nikel. Un cinturón conocido como la Formación Petsamo atraviesa la reserva; en sus rocas ricas en piedra caliza abunda el abedul, que contrasta con los bosques de la zona, que de otro modo estarían dominados por los pinos. El paisaje se compone de colinas, morrenas y depósitos de agua de deshielo, complementado con kettles y erráticos glaciares. El paisaje ha sido formado por dos períodos de capas de hielo durante la glaciación cuaternaria, que ha redondeado todas las características de la roca en el área.
Las áreas en la reserva con buen drenaje están dominadas con suelo de podzol. Las áreas con menos drenaje están dominadas por las ciénagas, la parte más dominante del paisaje, con una alta concentración de turba. En algunos lugares hay depósitos de sedimentos de arena que crean brezales. Cerca de los lagos hay zonass ocasionales de pedregal.

## Hidrología

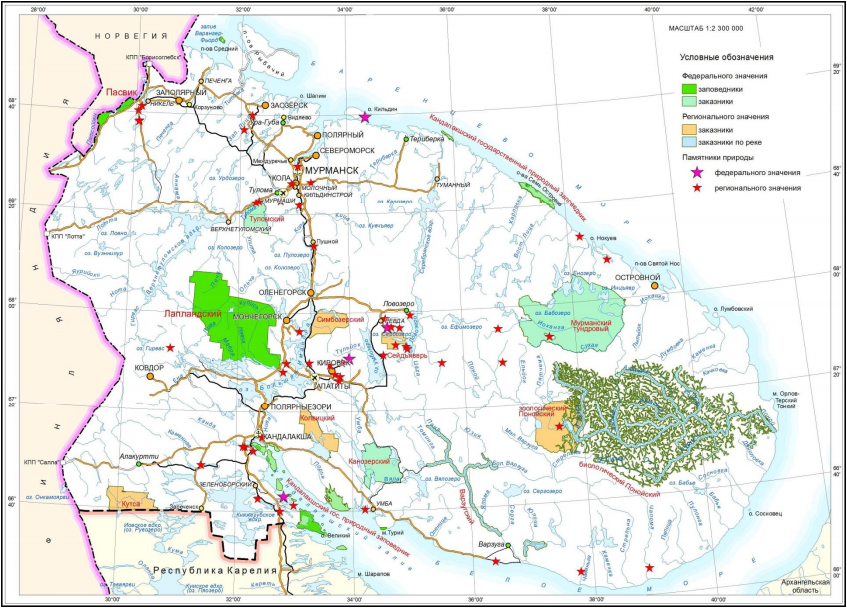
Mapa que muestra las áreas protegidas dentro del Óblast de Murmansk, incluida la parte rusa de la Reserva Natural de Pasvik

El río Pasvikelva atraviesa la reserva en el valle de Pasvikdalen. El río de 147 kilómetros tiene su cabecera en el lago Inari y su desembocadura en Bøkfjorden en el mar de Barents, experimentando una caída total de 119 metros (390 pies). Debido a la forma plana y ancha del valle, el río es poco profundo, con un rango de 1 a 8 metros y de varios cientos de metros a varios kilómetros de ancho.
El río originalmente consistía en una serie de lagos conectados por cascadas cortas. Esto fue alterado durante la construcción de siete centrales hidroeléctricas lo que proporcionó un flujo uniforme de agua durante todo el año y el curso original del río solo se ha conservado en algunas ubicaciones. Cada una de las pequeñas presas ha creado su propio embalse, que tiene sus niveles de agua más bajos en abril, típicamente de 80 a 100 centímetros por debajo del nivel máximo. Los embalses permanecen congelados de octubre a mayo.

## Clima
El clima está dominado por los vientos fríos del Océano Ártico y los vientos suaves del Atlántico. Los vientos del norte son más comunes durante el verano, que ocasionalmente pueden dar nieve a mediados del verano. La temperatura media de julio es 14.4 °C (57.9 °F), con una temperatura máxima registrada de 30 °C (86 °F). La temperatura media de enero es -13.6 °C (7.5 °F). Hay sol de medianoche del 23 de mayo al 20 de julio y noche polar del 20 de noviembre al 23 de enero.
En general, hay más áreas de baja presión en el invierno y mayor presión durante el verano. La mayor parte del promedio anual de 358 milímetros de precipitación cae durante el verano, calificando el área como un clima semiárido. Sin embargo, las aguas subterráneas altas, la evaporación baja y que la mayor parte de la lluvia cae durante la temporada de crecimiento da como resultado condiciones de crecimiento relativamente buenas. La primera nevada llega en septiembre u octubre y permanece hasta abril. Las profundidades de la nieve normalmente alcanzan los 60 a 70 centímetros.

## Flora
Los científicos rusos han clasificado la vegetación como tundra forestal y taiga, mientras que los científicos noruegos la han clasificado como ecosistema boreal septentrional, y las partes septentrionales forman un gradiente hacia la zona de la tundra alpina. El árbol más común es el pino silvestre, mientras que el abeto europeo es menos común. Los pinos pueden alcanzar una altura de 14 a 15 metros. Hay áreas ocasionales con árboles de hoja ancha, como el álamo temblón, el serbal, el aliso y el sauce cabruno. La sección rusa contiene secciones de bosques viejos. La parte más al norte de la reserva tiene  abedules.
La vegetación tiene una mezcla de especies montañosas y siberianas que normalmente se encuentran tan al oeste como la península de Kola. Las especies montañosas que no se encuentran comúnmente en tales áreas húmedas y de tierras bajas incluyen la saxífraga de nieve y la pamplina alpina y el té de Labrador de pantano. Hay tres tipos de cieno. El más dominante es el fango del arroz, cubierto de té de Labrador, cladonia y brezo. Otro son las turberas de césped, que están dominadas por el pasto algodonero y el carexy el fango de cuerdas que tienen predominantemente Sphagnum. Los Rubus chamaemorus son comunes en las ciénagas.

## Fauna
Pasvik se encuentra en la intersección entre las especies occidental y orientales, y entre la tundra forestal y la tundra ártica. La rana común es el único anfibio y la lagartija vivípara es el único reptil. Hay 34 especies de mamíferos en el parque nacional. Los únicos animales no salvajes son los renos. Los ratones son los más comunes, especialmente la musaraña pigmea euroasiática. La única verdadera especie ártica es el lemming de Noruega. Las especies más grandes incluyen el oso pardo, un número decreciente de glotones y alces, además de otros mamíferos más pequeños y comunes. El visón americano es una especie introducida que se ha vuelto bastante común.
Las especies de peces más comunes en el río son Coregonus lavaretus, perca europea y lucio del norte, los tres han sido la base para la pesca de sustento. Las especies menos comunes incluyen la lota, el tímalo y la trucha marrón. Para mantener a la población de truchas se sueltan cinco mil truchas cada año. Especialmente el lago Kaskamajärvi tiene una gran población de truchas. La parte inferior del río anteriormente tenía algo de salmón del Atlántico, pero estos casi han desaparecido desde que se instalaron las estaciones hidroeléctricas. Las especies de peces poco comunes incluyen a la lamprea de río europea,  espinoso, espinoso de nueve espinas y carpa común. El vendace es una especie introducida en el lago Inari y se ha extendido a la reserva.
El área es conocida por su diversidad de aves, con 212 especies registradas desde 1987. De éstas, 68 se reproducen comúnmente, 30 se reproducen ocasionalmente y 14 se reproducían anteriormente. Las aves comunes incluyen el somorgujo de garganta negra, el ganso de frijol y varias especies de patos. La recolección de huevos  del porrón osculado fue muy popular durante un tiempo. Las aves depredadoras comunes incluyen el halcón de patas rugosas y el esmerejón, mientras que el águila de cola blanca y el águila real son menos comunes. El búho de orejas cortas es el búho más común. Las aves acuáticas abundan a lo largo del río, siendo las más comunes el chorlitejo común, el combatiente y el archibebe rojo. Otras aves comunes son la gaviota común, golondrina de mar ártica y los gorriones

## Historia
Los hallazgos arqueológicos más antiguos en Pasvikdalen datan de la Edad de Piedra y la cultura Komsa. Estas personas nómadas llegarían al valle durante el verano y se mantendrían principalmente pescando en el río. Los registros históricos más antiguos de la zona datan del siglo XVI, cuando los Skolts ya habitaban la zona y que habían organizado el valle como siida. El área de Pasvik se encontraba tradicionalmente en una zona común de Noruega y Rusia sin una frontera nacional definida. Cuando se estableció la frontera en 1826 la población se trasladó al lado ruso de la frontera. Más tarde, el valle recibió una población de noruegos y desde la década de 1850 la zona recibió la inmigración desde Finlandia, tanto en el lado noruego como en el lado ruso de la frontera. El área alrededor de la zona reservada permaneció despoblada. El área se convirtió en zona de guerra durante la guerra civil finlandesa, cuando Finlandia se aseguró un corredor hacia el océano Ártico. Esta situación fue revertida después de la Guerra de Invierno en 1939-1940.
El primer gran interés en la ornitología del área surgió después de las inspecciones que se llevaron a cabo en la frontera en 1826. También se descubrió que la flora era rica, ya que estaba en la intersección de las zonas de vegetación occidental y oriental, dando una mezcla única de vegetación. El trabajo más importante fue llevado a cabo por Hans Tho. L. Schaanning y Johan Koren, que se establecieron en el valle en 1900. El área también era de interés para las expediciones y científicos suecos y rusos. Schaanning permaneció allí durante doce años.
Noruega consideró el área como acorde para la conservación desde 1978, con argumentos relacionados con la importancia de las áreas de humedales para aves acuáticas y especialmente Fjærvann. Fjærvann se incluyó posteriormente en la lista de Noruega de posibles sitios Ramsar. A fines de la década de 1980, se firmó un acuerdo ambiental conjunto entre Noruega y Rusia, y en 1989 se inició una discusión sobre una reserva natural conjunta en Murmansk. Se realizaron inspecciones comunes en 1990, después de lo cual las autoridades rusas indicaron que incluirían comparativamente grandes áreas de bosque de pinos en su lado del río en un área protegida.

## Administración
La razón para proteger el área es conservar un área silvestre que es un hábitat importante para patos, gansos, aves zancudas y cisnes cantores. La reserva también se hizo para proteger el lecho original del río. La coordinación de la administración en el lado noruego es responsabilidad del Gobernador del Condado de Finnmark. La gestión diaria se lleva a cabo en la oficina de Kirkenes de la Inspección de la Naturaleza de Noruega, una división de la Agencia Noruega para el Medio Ambiente. La misma agencia es responsable de la gestión del parque nacional y el área de protección del paisaje.
La reserva rusa se gestiona a través de una entidad separada organizada para gestionar la reserva. La administración difiere considerablemente, ya que la reserva se utiliza como base para una extensa investigación. Cada año se publica una Crónica de la naturaleza sobre el parque
Junto con el parque nacional Øvre Pasvik y el Área de Protección del Paisaje Øvre Pasvik en Noruega y el Área Silvestre Vätsäri en Finlandia, la Reserva Natural Pasvik forma parte del Parque Trilateral Pasvik-Inari.